# Lijst van talen in Indonesië/Alfabetisch
Dit is een alfabetische lijst van talen in Indonesië.

## A
- Abinomn
- Abui
- Abun
- Abung
- Adang
- Adonara
- Aghu
- Ahe
- Airoraans
- Alor
- Alune
- Amahai
- Amarasi
- Ambai
- Ambelau
- Ambonees Maleis
- Ampaneng
- Anakalangu
- Anasi
- Andio
- Angguruk-Yali
- Ansus
- Anus
- Aoheng
- Aputai
- Arabisch
- Aralle-Tabulahaans
- Arandai
- Arguni
- As
- Asilulu
- Asue-Awyu
- Atjees
- Atohwaim
- Auye
- Awbono
- Awera
- Awyi

## B
- Bada
- Badui
- Bacanees Maleis
- Bädi-Kanum
- Bagusa
- Baham
- Bahau
- Bahaurivier-Kenyah
- Bahonsuai
- Bakumpai
- Bakung-Kenyah
- Balaesang
- Balantak
- Balinees
- Balinees Maleis
- Balinese Gabarentaal
- Bambam
- Banda
- Banda-Maleis
- Banggai
- Bandjarees
- Bantik
- Barakai
- Barapasi
- Baras
- Basap
- Batak Alas-Kluet
- Batak Angkola
- Batak Dairi
- Batak Kalo
- Batak Mandailing
- Batak Simalungun
- Batak Toba
- Bati
- Batuley
- Bauzi
- Bayono
- Bedoanas
- Bekati'
- Bengaal-Indiaas
- Benggoi
- Bengkulu
- Bentong
- Benyadu'
- Berau-Maleis
- Berik
- Besoa
- Betaf
- Betawi
- Biaans Marind
- Biaks
- Biatah
- Biga
- Bilba
- Bimanees
- Bintauna
- Biritai
- Blagar
- Boano (Celebes)
- Boano (Molukken)
- Bobongko
- Bobot
- Boeginees
- Boeroe
- Bolango
- Bolongaans
- Bonerate
- Bonerif
- Bonggo
- Budong-Budong
- Bukar Sadong
- Bukat
- Bukitaans
- Bukit-Maleis
- Buli
- Bunak
- Bungku
- Buol
- Burate
- Burmeso
- Burumakok
- Burusu
- Buruwai
- Busami
- Busang-Kayaans
- Busoa

## C
- Campalagiaans
- Casuarinakust-Asmat
- Centraal Asmat
- Centraal Awyu
- Centraal Masela
- Chaozhouhua-Chinees
- Chinese
- Cia-Cia
- Citak

## D
- Da'a-Kaili
- Dabe
- Dai
- Dakka
- Damal
- Dampelas
- Dao
- Dawera-Daweloor
- Dela-Oenale
- Dem
- Demisa
- Demta
- Dengka
- Dera
- Dhao
- Diuwe
- Djongkang
- Dobel
- Dohoi
- Dondo
- Doutai
- Dubu
- Duri
- Duriankere
- Dusner
- Dusun Deyah
- Dusun Malang
- Dusun Witu
- Duvle

## E
- Edera-Awyu
- Edopi
- Eipomek
- Ekari
- Elpaputih
- Elseng
- Embaloh
- Emplawas
- Emumu
- Endenees
- Enggano
- Enim
- Enrekang
- Eritai
- Erokwanas

## F
- Fayu
- Foau
- Fordata

## G
- Galela
- Gamkonora
- Gane
- Gayo
- Gebe
- Geser-Gorom
- Gujarati-Indiaas
- Gorap
- Gorontalo
- Gresi

## H
- Hakka-Chinees
- Hamap
- Haruku
- Hatam
- Helong
- Hindi
- Hitu
- Hoogland-Konjo
- Hokkien-Chinees
- Horuru
- Hoti
- Hovongaans
- Huaulu
- Hukumina
- Hulung
- Hupla

## I
- Iau
- Ibaans
- Ibu
- Iha
- Iha-Gebaseerd Pidgin
- Ile Ape
- Ili'uun
- Imroing
- Indonesisch
- Indonesisch Bajau
- Indonesische Gabarentaal
- Irarutu
- Iresim
- Isirawa
- Itik
- Iwur

## J
- Jair-Awyu
- Jambi-Maleis
- Javaans

## K
- Kabola
- Kaburi
- Kadai
- Kafoa
- Kahayaans
- Kahumamahon-Saluaans
- Kaibobo
- Kaidipang
- Kaimbulawa
- Kais
- Kaiy
- Kalabra
- Kalao
- Kalumpang
- Kamang
- Kamariaans
- Kamaru
- Kamberaas
- Kamberau
- Kamoro
- Kangeaans
- Kantonees
- Kao
- Kapori
- Karas
- Karey
- Karon Dori
- Katingaans
- Kaur
- Kaure
- Kauwera
- Kawe
- Kayaans Mahakam
- Kayagar
- Kayanrivier-Kayaans
- Kayanrivier-Kenyah
- Kayeli
- Kayu Agung
- Kayupulau
- Kedang
- Keder
- Kehu
- Keiees
- Kelabit
- Kelinyau-Kenyah
- Kelon
- Kemak
- Kembayaans
- Kemberano
- Kembra
- Kemtuik
- Kendajaans
- Keninjal
- Ke'o
- Kepo'
- Kereho-Uheng
- Kerinci
- Ketengbaans
- Ketum
- Kimaama
- Kimki
- Kioko
- Kirikiri
- Kisar
- Koba
- Kodeoha
- Kodisch
- Kofei
- Kohin
- Kokoda
- Kola
- Kombai
- Komering
- Komodo
- Kompane
- Komyandaret
- Konda
- Koneraw
- Kopkaka
- Koroni
- Korowai
- Korupun-Sela
- Kosadle
- Kosarek-Yale
- Kota-Bangun-Kutai-Maleis
- Kowiai
- Krui
- Kubu
- Kui
- Kula
- Kulisusu
- Kumbewaha
- Kupang-Maleis
- Kur
- Kuri
- Kurudu
- Kust-Konjo
- Kust-Saluaans
- Kwer
- Kwerba
- Kwerba Mamberamo
- Kwerisa
- Kwesten

## L
- Laba
- Lager-Grote Vallei-Dani
- Laha
- Laiyolo
- Lamaholot
- Lamalera
- Lamatuka
- Lambojaas
- Lamma
- Lampung
- Landdajaks
- Lara'
- Larike-Wakasihu
- Lasalimu
- Latu
- Lauje
- Laura
- Lawangan
- Ledo-Kaili
- Legenyem
- Lematang
- Lembak
- Lemolang
- Lengilu
- Lepki
- Letinees
- Levuka
- Lewo Eleng
- Lewotobi
- Liabuku
- Liana-Seti
- Liki
- Lindu
- Lintang
- Lionees
- Lisabata-Nuniali
- Lisela
- Lola
- Lolak
- Lole
- Loloda
- Lom
- Loncong
- Lorang
- Loun
- Luang
- Lubu
- Luhu
- Lundayeh

## M
- Ma'anjan
- Maba
- Maden
- Madoerees
- Mai Brat
- Mairasi
- Maiwa
- Mahakam-Kenyah
- Makassaars
- Makassar-Maleis
- Maklew
- Malayisch Dayak
- Maleis
- Malimpung
- Mamaja
- Mamboru
- Mamuju
- Manado-Maleis
- Mandar
- Mandarijn
- Mander
- Mandobo Atas
- Mandobo Bawah
- Manem
- Manggarai
- Mangole
- Manikion
- Manipa
- Manombai
- Manusela
- Mapia
- Marau
- Maremgi
- Marind
- Mariri
- Masimasi
- Masiwang
- Massep
- Matbat
- Mawes
- Ma'ya
- Mekwei
- Mendalam-Kayaans
- Mentawai
- Meoswar
- Mer
- Meyah
- Midden-Grote Vallei-Dani
- Minangkabaus
- Min Dong-Chinees
- Minnanyu
- Mlap
- Modang
- Modole
- Moi
- Moksela
- Molof
- Moma
- Mombum
- Momina
- Momuna
- Mongondow
- Moni
- Mor (Momberai)
- Mor (Mor-Eilanden)
- Moraid
- Mori Atas
- Mori Bawah
- Moronene
- Morori
- Moskona
- Mpur
- Mualang
- Muna
- Munggui
- Murkim
- Musi

## N
- Nafri
- Nage
- Naka'ela
- Nakai
- Nalca
- Napu
- Narau
- Ndom
- Nduga
- Nedebang
- Nederlands
- Ngadha
- Ngaju
- Ngalum
- Nggem
- Ngkâlmpw-Kanum
- Nias
- Nila
- Nimboraans
- Ninggerum
- Ninia-Yali
- Nipsaans
- Nisa
- Noord-Asmat
- Noord-Awyu
- Noord-Babar
- Noord-Korowai
- Noord-Moluks Maleis
- Noord-Muyu
- Noord-Nuaulu
- Noord-Wemale
- Nusa Laut
- Nyadu

## O
- Obokuitai
- Oeigoers
- Ogaans
- Oirata
- Okolod
- Onin
- Onin-Gebaseerd Pidgin
- Oost-Damar
- Oostelijk Ngadha
- Oost-Makiaans
- Oost-Masela
- Oost-Tarangaans
- Opperbaram-Kenyah
- Opper-Grote Vallei-Dani
- Ormu
- Orya
- Osing

## P
- Padoe
- Pagu
- Paku
- Palembang
- Paluees
- Palumata
- Pamona
- Panasuaans
- Pancana
- Pannei
- Papasena
- Papuma
- Pasemah
- Pasvallei-Yali
- Patani
- Paulohi
- Pekal
- Pendau
- Penesak
- Perai
- Peranakan-Indonesisch
- Petjo
- Piru
- Podena
- Pom
- Ponosakaans
- Portugees
- Pubiaans
- Punan Aput
- Punan Merah
- Punan Merap
- Punan Tubu
- Punjabi-Indiaas
- Puragi
- Putoh

## R
- Rahambuu
- Rajong
- Rampi
- Ranau
- Rasawa
- Ratahaans
- Rawas
- Rejang
- Rembong
- Retta
- Riantana
- Ribun
- Ringgou
- Riung
- Roma
- Rongga
- Roon

## S
- Sa'ban
- Sahu
- Sajau Basap
- Salas
- Salemaans
- Samarokena
- Sanggau
- Sangir
- Saparuaans
- Saponi
- Sara
- Sarudu
- Sasak
- Sauri
- Sause
- Savoenees
- Sawai
- Saweru
- Sawi
- Sawila
- Seberuang
- Sedoa
- Segai
- Seget
- Seit-Kaitetu
- Sekar
- Seko Padang
- Seko Tengah
- Selako
- Selaru
- Selayar
- Selungai Murut
- Seluwasaans
- Semandang
- Sembakung Murut
- Semendo
- Semimi
- Sempaans
- Senggi
- Sentani
- Sepa
- Serawai
- Serili
- Serua
- Serui-Laut
- Siang
- Sika
- Sikaritai
- Sikule
- Silimo
- Simeulue
- Sindang Kelingi
- Sindhi
- Skou
- Smärky-Kanum
- So'a
- Sobei
- Soembawarees
- Soendanees
- Sota-Kanum
- Sowanda
- Spaans
- Suabo
- Sula
- Sungkai
- Suwawa

## T
- Tabaru
- Tabla
- Tae'
- Tagal Murut
- Taikat
- Taje
- Tajio
- Talaud
- Taliabu
- Taloki
- Talondo'
- Talur
- Tamaans
- Tamagario
- Tamil
- Tamnim-Citak
- Tanahmerah
- Tandia
- Tangko
- Tarpia
- Tause
- Tausug
- Taworta
- Tawoyaans
- Tefaro
- Tehit
- Tela-Masbuar
- Teluti
- Tenggarong-Kutai-Maleis
- Tenggerees
- Teor
- Tereweng
- Termanu
- Ternate
- Ternateño
- Tetun
- Te'un
- Tewa
- Tidong
- Tidore
- Tii
- Toala'
- Tobati
- Tobelo
- Tofanma
- Tolaki
- Tomadino
- Tombelala
- Tombulu
- Tomini
- Tondano
- Tonsawang
- Tonsea
- Tontemboaans
- Topoiyo
- Toraja-Sa'dan
- Totoli
- Towei
- Trimuris
- Tringgus
- Tsakwambo
- Tugun
- Tugutil
- Tukang Besi Noord
- Tukang Besi Zuid
- Tulehu
- Tunggare
- Tunjung

## U
- Uab Meto
- Ujir
- Ulumanda'
- Uma
- Una
- Unde-Kaili
- Uruangnirin
- Usku

## W
- Wabo
- Wadjewaas
- Wae Rana
- Wahau-Kayaans
- Wahau-Kenyah
- Waigeo
- Waioli
- Wakde
- Walak
- Wambon
- Wandamen
- Wanggom
- Wano
- Wanukaka
- Warembori
- Wares
- Waris
- Waritai
- Warkay-Bipim
- Waropen
- Waru
- Watubela
- Wauyai
- Wawonii
- Wersing
- West-Cham
- West-Damar
- Westelijk Dani
- West-Lembata
- West-Makiaans
- West-Masela
- West-Tarangaans
- Woi
- Wolani
- Wolio
- Woria
- Wotu

## Y
- Yafi
- Yahadiaans
- Yalahataans
- Yamdena
- Yamna
- Yaosakor Asmat
- Yaqay
- Yarsun
- Yaur
- Yawa
- Yei
- Yelmek
- Yeretuar
- Yetfa
- Yoke

## Z
- Zuid-Awyu
- Zuidelijk Pesisir
- Zuid-Lembata
- Zuid-Muyu
- Zuid-Nuaulu
- Zuidoost-Babar
- Zuid-Wemale